# 65. pehotni polk (ZDA)
65. pehotni polk (z vzdevkom The Borinqueneers) je bil prostovoljni portoriški polk Kopenske vojske ZDA. Polk je sodeloval v prvi svetovni vojni, drugi svetovni vojni in korejski vojni. Leta 1956 je bil polk deaktiviran in kot edina enota je bila prestavljena iz regularne vojske v Portoriško nacionalno gardo. 1. bataljon 65. pehotnega polka je bil dodeljen 92. pehotni brigadni bojni skupini, nakar je sodeloval v vojni proti terorizmu in operacijah Iraška svoboda ter Enduring Freedom.
Portoričani so sodelovali v vseh večjih ameriških vojaških konfliktih; od ameriške revolucije do iraške vojne. 65. pehotni polk je bil izvirno aktiviran leta 1898 kot Portoriški polk; v prvi svetovni vojni je polk izstrelil prvi strel v imenu ZDA. Med korejsko vojno je polk doživel največ izgub v svoji zgodovini. Med problemi, s katerimi so se ukvarjali v polku, je bila razlika v jeziku (večina portoriških vojakov je govorila samo špansko, častniki pa samo angleško).